# Постоянная Гельфонда
Постоянная Гельфонда — трансцендентное число {\displaystyle e^{\pi }} (то есть e в степени π). Названа в честь Александра Осиповича Гельфонда. Доказательство трансцендентности этого числа — один из пунктов седьмой проблемы Гильберта.

## Численное значение
Десятичное представление постоянной Гельфонда:
{\displaystyle e^{\pi }\approx 23{,}140\,692\,632\,779\,269\,005\,729\,086\,367\,948\,547\ldots }
Его приближённые значения можно получать, используя рекуррентно определённую последовательность
{\displaystyle k_{n}={\frac {1-{\sqrt {1-k_{n-1}^{2}}}}{1+{\sqrt {1-k_{n-1}^{2}}}}},} где {\displaystyle k_{0}={\frac {1}{\sqrt {2}}},}
а именно следующее выражение:
{\displaystyle e^{\pi }\approx \left({\frac {1}{4}}k_{n}\right)^{-2^{1-n}}.}
При этом сходимость таких приближений к {\displaystyle e^{\pi }} достаточно быстрая.
Численное значение постоянной также представимо в виде простой непрерывной дроби: [23; 7, 9, 3, 1, 1, 591, 2, 9, 1, 2, 34, …].

## Свойства
- {\displaystyle (e^{\pi })^{i}=-1}

- {\displaystyle e^{\pi }=(e^{i\pi })^{-i}=(-1)^{-i}}

- {\displaystyle e^{\pi }-\pi =19,9990999791894...}

- Каждая дополнительная орбита серий отражений фотонной сферы вокруг невращающейся чёрной дыры Шварцшильда определяется множителем {\displaystyle e^{2\pi }=535.4916555247...} (квадрат постоянной Гельфонда)[3].